# Lehrtruppen
Lehrtruppen waren im 19. Jahrhundert Truppenteile, zu denen Offiziere, Unteroffiziere und Mannschaften aus dem gesamten Heer zeitlich begrenzt kommandiert wurden. Die so zusammengestellten Lehrbataillone praktizierten mustergültige Ausbildung und taktisches Verhalten und demonstrierten dieses in sogenannten Lehrübungen. Des Weiteren dienten sie als Versuchstruppe, um neue Ausrüstung oder Einsatzgrundsätze zu erproben.
Die Lehrtruppen waren zunächst so organisiert, dass sie bei einer Mobilmachung aufgelöst wurden und das Personal zurück in die Stammregimenter trat. Im Ersten Weltkrieg wurden die Lehrverbände aufgestockt und als Einsatzverbände ins Feld geschickt.
Anfang des 20. Jahrhunderts bestanden im deutschen Heer folgende Lehrtruppen:
1. Infanterie: Das preußische Lehr-Infanterie-Bataillon in Potsdam bestand seit 1819 aus einem ständigen Stamm von 4 Kompanien, deren Offiziere und Unteroffiziere auf 1 oder 2 Jahre, und deren Mannschaften aus allen preußischen Infanterieregimentern, später aus der Infanterie und den Jägern aller deutschen Armeekorps außer den bayrischen, sowie der Seebataillone vom 1. April bis zum Abschluss der Herbstmanöver kommandiert wurden. 
Als Abzeichen trugen Unteroffiziere und Mannschaften eine wollene Schnur von gelber (bei roten Schulterklappen und den sächsischen Regimentern) oder roter Farbe am unteren Ende der Schulterklappen, ein gotisches L ersetzte für die Dauer der Kommandierung die Nummer der Stammregimenter auf den Schulterklappen. Bei den Mobilmachungen 1848, 1864, 1866, und 1870 wurde das Bataillon aufgelöst, 1914 wurde es mit Personal der Infanterieschulen und Reservisten zum Lehr-Infanterie-Regiment aufgestockt und zog mit der 3. Garde-Brigade ins Feld.
2. Kavallerie: An die Stelle der vorher bestehenden Militärreitschule in Schwedt an der Oder (davor in Berlin) trat 1866 als Lehrtruppe das Militärreitinstitut in Hannover. Hinzu kamen die Equitationsanstalt in München und die Militärreitanstalt in Dresden.
3. Artillerie: Das Lehrregiment der Feldartillerieschießschule und das Lehrbataillon der Fußartillerieschießschule mit Bespannungsabteilung, die beide in Jüterbog standen, bildeten die dorthin Kommandierten nicht nur theoretische aus, sondern legten besonderen Wert auch auf eine praktische Ausbildung. Die jungen Offiziere der Artillerie gingen regelmäßig nach ihrer Beförderung in diesen Dienstgrad durch die Artillerieschießschule.

Die Reichswehr kannte keine Lehrtruppe. Beim Aufbau der Wehrmacht gab es an den Ausbildungseinrichtungen wieder Lehrverbände. Beim Ausbruch des Krieges wurden diese zeitlich begrenzt an die Front kommandiert, um Kriegserfahrungen zu sammeln und bei der weiteren Lehr- und Versuchstätigkeit umsetzen zu können, z. B. das Infanterie-Lehr-Regiment 900 oder die spätere Lehrbrigade 900, die aus Lehrtruppenteilen der Infanterie-, der Panzertruppen- und Artillerieschule zusammengesetzt wurde. In der zweiten Hälfte des Zweiten Weltkrieges wurden die Frontverbände der Lehrtruppe nicht mehr aus dem Fronteinsatz herausgelöst. Viele Verbände wurden in der Anfang 1944 in Frankreich aufgestellten Panzer-Lehr-Division zusammengefasst. In der Heimat an den Schulen erneut aufgestellte Lehrtruppe wurde immer wieder als Krisenfeuerwehr an die Front geworfen.
Auch die Bundeswehr griff schon bei ihrer Aufstellung auf das Lehrtruppenprinzip zurück. Im April 1956 wurde für jede Truppengattung ein Lehrverband aufgestellt, in dem die Kader der weiteren Bataillone ausgebildet wurden. Bis vor kurzem dienten die Lehrbataillone in der typischen Doppelrolle im Lehrauftrag für die jeweilige Truppenschule und als normaler Einsatzverband. Mit der neuesten Umstrukturierung verliert die Bundeswehr ihre Lehrtruppe.